# Изключителна икономическа зона
Според Част V на Конвенцията на ООН по морско право от 1982 г. изключителна икономическа зона (ИИЗ) е пространство непосредствено отвъд простиращото се на 12 морски мили (или 22 километра) териториално море, в което действа специфичен правен режим. То не може да достига до повече от 200 морски мили (или 370 километра) от изходната линия, от която започва измерването на териториалното море. В него разположената на прилежащия му бряг държава има суверенно право да изследва, съхранява, развива и експлоатира всички живи и неживи природни ресурси под, на и над морското дъно, а също така има и изключително право да строи, предоставя право на строеж и задава реда на строителството на изкуствени острови и други инсталации и структури. Тя определя допустимия улов на живи ресурси в зоната. Всички държави, били те морски или континентални, имат свобода на корабоплаване, въздухоплаване, полагане на подводни кабели и тръбопроводи и други съобразени с международното право начини на използване на морето в ИИЗ, свързани с тези свободи.

## ИИЗ на България
Изключителната икономическа зона на Република България се простира на 200 морски мили навътре в Черно море. Нейните граници са определени в Закона за морските пространства и в съответствие с Конвенцията на ООН по морско право.
Чл. 47. В изключителната икономическа зона Република България осъществява:

1. суверенни права за проучване, разработване, използване, опазване и стопанисване на биологичните, минералните и енергийните ресурси, които се намират на морското дъно, в неговите недра и в покриващите ги води, както и за извършване на други дейности, свързани с проучването и използването на зоната;

### Граница с Румъния
Границата между ИИЗ на Румъния и България в Черно море не е договорена. От 1980 г. двете страни водят дипломатически спор за очертаването ѝ, свързан с разпределянето на природните ресурси и връзките със съседните ИИЗ.

### Граница с Турция
Граничните точки между ИИЗ на България и Република Турция са определени с двустранно споразумение през 1999 г.